# Cetatea dacică de la Crivești
Este o fortificație dacică situată pe teritoriul României.